# سيسي هوستون
سيسي هوستون (بالإنجليزية: Cissy Houston)‏ (30 سبتمبر 1933 - 7 أكتوبر 2024)، هي مغنية وموسيقية أمريكية، ولدت في 30 سبتمبر 1933 في نيوآرك في الولايات المتحدة.

## وصلات خارجية
- سيسي هوستون على موقع IMDb (الإنجليزية)
- سيسي هوستون على موقع الموسوعة البريطانية (الإنجليزية)
- سيسي هوستون على موقع روتن توميتوز (الإنجليزية)
- سيسي هوستون على موقع ألو سيني (الفرنسية)
- سيسي هوستون على موقع ميوزك برينز (الإنجليزية)
- سيسي هوستون على موقع تيرنر كلاسيك موفيز (الإنجليزية)
- سيسي هوستون على موقع أول موفي (الإنجليزية)
- سيسي هوستون على موقع إن إن دي بي (الإنجليزية)
- سيسي هوستون على موقع أول ميوزيك (الإنجليزية)
- سيسي هوستون على موقع ديسكوغز (الإنجليزية)